# Aeroport Internacional de Lilongwe
L'aeroport internacional de Lilongwe (codi IATA: LLW, codi OACI: FWKI) , també conegut com a aeroport internacional de Kamuzu, és un aeroport internacional que dona servei a Lilongwe, la capital de Malawi.

## Història
L'aeroport va ser construït l'any 1977 per la Nello L. Teer Company, fent-se càrrec de la majoria de les operacions de les aerolínies de l'Old Lilongwe Airport (FWLE) uns 6 km a l'oest del centre de la ciutat. És propietat de l'empresa Airport Developments Limited.
L'agost de 2014, el govern de Malawi va sol·licitar ajuda al govern del Japó per rehabilitar els edificis de la terminal de passatgers i instal·lar un sistema de vigilància aèria més avançat, ADS-B a l'aeroport. El projecte de rehabilitació tenia una durada de 33 mesos i incloïa l'ampliació de la terminal internacional, la rehabilitació de l'edifici de la terminal existent i la instal·lació de sistemes de seguretat i vigilància aèria. El treball va ser realitzat per l' Agència Japonesa de Cooperació Internacional (JICA) i l'abril de 2019 els nous edificis de la terminal es van lliurar al Govern de Malawi.

## Instal·lacions
L'aeroport es troba a una altitud de 1,320 metres (4,331 ft) per sobre de nivell mitjà del mar. Té una pista designada 14/32 amb una superfície d'asfalt que mesura 3,540 per 45 metres (11,614 × 148 ft) .

## Aerolínies i destinacions

### Passatgers
| Aerolínies            | Destinacions                                                                          |
| --------------------- | ------------------------------------------------------------------------------------- |
| Airlink               | Johannesburg–OR Tambo                                                                 |
| Ethiopian Airlines    | Addis Ababa                                                                           |
| Kenya Airways         | Nairobi–Jomo Kenyatta                                                                 |
| Malawi Airlines       | Blantyre, Dar es Salaam, Harare, Johannesburg–OR Tambo, Lusaka, Nairobi–Jomo Kenyatta |
| Proflight Zambia      | Lusaka, Mfuwe                                                                         |
| South African Airways | Johannesburg–OR Tambo                                                                 |
| Ulendo Airlink        | Likoma Island, Mfuwe, Monkey Bay                                                      |

### Càrrega
| Aerolínies        | Destinacions                            |
| ----------------- | --------------------------------------- |
| Astral Aviation   | Nairobi–Jomo Kenyatta                   |
| Emirates SkyCargo | Dubai–Al Maktoum, Nairobi–Jomo Kenyatta |

## Accidents i incidències
L'aeroport internacional de Kamuzu ha estat el lloc d'un petit nombre d'incidents relacionats amb l'aviació des de la seva obertura.

### 2023
22 d'agost
Un Cessna 150 que operava per a Eastrise Aviation, un institut de formació de pilots amb seu a KIA, estava realitzant un vol d'entrenament amb dos ocupants sortint de KIA. Aproximadament 14 minuts després de l'enlairament, el pilot es va posar en contacte amb el control de trànsit aeri i els va informar que estaven experimentant una emergència i va demanar autorització per a un aterratge immediat. Es va concedir l'autorització i el pilot va dirigir-se cap a l'aeroport, però es va estavellar a uns 1,2 quilòmetres de la pista. Els dos ocupants van sortir il·lesos i no hi va haver cap víctima. La investigació posterior va determinar que la causa de l'accident va ser una avaria del motor. Testimonis oculars van informar que l'avió va produir un so de cop quan es va estavellar i estava cobert d'un núvol de pols. L'avió va patir danys al morro, les rodes, les hèlixs i les ales, però la cabina estava intacta.